# Lena Petermann
Pour les articles homonymes, voir Petermann.
Lena Petermann, née le 5 février 1994, est une footballeuse internationale allemande évoluant au poste d'attaquante, actuellement à Leicester City.

## Biographie

### En club
Petermann commence sa carrière au Hamburger SV. En 2013, elle part aux États-Unis pour jouer dans le championnat universitaire avec les UCF Knights en Floride. La première année, elle est nommée rookie de la Conférence de l'année.
Après une campagne réussie avec l'équipe nationale allemande des moins de 20 ans lors de la Coupe du monde U20 de 2014, elle revient en Allemagne et poursuit sa carrière professionnelle au SC Freiburg,.
Le 10 juillet 2023, Lena Petermann quitte Montpellier pour signer à Leicester City,.

### En sélection
Avec l'équipe d'Allemagne des moins de 17 ans, Lena Petermann dispute le Championnat d'Europe des moins de 17 ans en 2010 et 2011. Ainsi que la Coupe du monde U17 2010, où elle marque cinq buts.
Elle a également joué pour l'équipe allemande des moins de 20 ans et fait partie de l'équipe vainqueur de la Coupe du monde U20 de 2014 où elle marque trois buts. Le premier s'inscrit dans une victoire 2-0 contre les États-Unis lors de la phase de groupes,. Son deuxième but est venu en demi-finale contre la France, alors que le score est de 1-1 et que la France domine le match, elle marque le but de la victoire (2-1) à la 81e minute. Son troisième but est celui du titre lors de la victoire 1-0 contre le Nigéria en finale, inscrit à la 98e minute du match, en prolongation,.
Petermann fait ses débuts au sein de l'équipe d'Allemagne A le 6 mars 2015 lors de l'Algarve Cup contre la Chine. Elle est également sélectionnée pour la Coupe du monde 2015 au Canada où elle marque ses deux premiers buts pour l'Allemagne lors de la victoire 4-0 contre la Thaïlande en phase de groupe.

### Buts internationaux
| Petermann - Buts pour l'Allemagne | Petermann - Buts pour l'Allemagne | Petermann - Buts pour l'Allemagne | Petermann - Buts pour l'Allemagne | Petermann - Buts pour l'Allemagne | Petermann - Buts pour l'Allemagne | Petermann - Buts pour l'Allemagne |
| #                                 | Date                              | Lieu                              | Adversaire                        | But                               | Résultat                          | Compétition                       |
| --------------------------------- | --------------------------------- | --------------------------------- | --------------------------------- | --------------------------------- | --------------------------------- | --------------------------------- |
| 1.                                | 15 juin 2015                      | Winnipeg, Canada                  | Thaïlande                         | 2–0                               | 4–0                               | Coupe du monde féminine 2015      |
| 2                                 | 15 juin 2015                      | Winnipeg, Canada                  | Thaïlande                         | 3–0                               | 4–0                               | Coupe du monde féminine 2015      |
| 3                                 | 16 septembre 2016                 | Khimki, Russie                    | Russie                            | 4–0                               | 4–0                               | Qualifications de l'Euro 2017     |
| 4                                 | 22 octobre 2016                   | Ratisbonne, Allemagne             | Autriche                          | 4–2                               | 4–2                               | Amical                            |
| 5                                 | 10 novembre 2018                  | Osnabrück, Allemagne              | Italie                            | 4–2                               | 5–2                               | Amical                            |

## Palmarès

### International
Allemagne U20
- Coupe du monde féminine U20 : Vainqueur en 2014